# Rhizanthella
Rhizanthella – rodzaj roślin z rodziny storczykowatych (Orchidaceae). Obejmuje 5 gatunków występujących w trzech australijskich stanach - Nowa Południowa Walia, Queensland i Australia Zachodnia.

## Systematyka
Rodzaj sklasyfikowany do podplemienia Rhizanthellinae w plemieniu Diurideae, podrodzina storczykowe (Orchidoideae), rodzina storczykowate (Orchidaceae), rząd szparagowce (Asparagales) w obrębie roślin jednoliściennych.
Wykaz gatunków
- Rhizanthella gardneri R.S.Rogers
- Rhizanthella johnstonii K.W.Dixon & Christenh.
- Rhizanthella omissa D.L.Jones & M.A.Clem.
- Rhizanthella slateri (Rupp) M.A.Clem. & P.J.Cribb
- Rhizanthella speciosa M.A.Clem. & D.L.Jones